# Lysimachia huitsunae
Lysimachia huitsunae är en viveväxtart som beskrevs av S.S. Chien. Lysimachia huitsunae ingår i släktet lysingar, och familjen viveväxter. Inga underarter finns listade i Catalogue of Life.